# Solenidade
No calendário litúrgico do Rito Romano, uma solenidade é um dia festivo do mais alto nível celebrando um mistério de fé como a Trindade, um evento na vida de Jesus, sua mãe Maria, seu pai legal José ou outro santo importante. A observância começa com a vigília na noite anterior à data real da festa. Ao contrário dos dias festivos do grau de festa (exceto festas do Senhor) ou do grau de memorial, as solenidades substituem a celebração dos domingos fora do Advento, da Quaresma e da Páscoa (os do Tempo Comum).
A palavra vem do latim pós-clássico sollemnitas, que significa solenidade, festival, celebração de um dia.

## Observância
Mesmo que seja um dia de semana, se o dia for uma solenidade, então o Glória é dito, assim como o Credo na Missa, e há duas leituras escriturísticas, não uma, antes do Evangelho. Além disso, às vezes haverá hinos de procissão e recesso e uso de incenso.
Algumas solenidades, mas não todas, também são dias santos de obrigação, nos quais, como nos domingos, os católicos são obrigados a assistir à missa e evitar trabalhos e negócios que impeçam o culto divino ou o relaxamento adequado da mente e do corpo. Todos os dias santos de obrigação têm o grau de solenidade pelo menos a nível local, embora não necessariamente tenham esse grau no Calendário Romano Geral. Com exceção das solenidades do Sagrado Coração de Jesus, da Anunciação do Senhor e do Nascimento de João Batista, todas as solenidades inscritas no Calendário Romano Geral são mencionadas como dias santos de obrigação no cânone 1246 do Código do Cânon Lei, mas não são necessariamente todos observados em um determinado país.
Quando a solenidade cai numa sexta-feira, não se aplica a obrigação de abster-se de carne ou outro alimento determinado pela Conferência Episcopal.